# Ernst Ewald Kunckel
Ernst Ewald Kunckel (* 23. Juli 1902 in Schwerin; † 13. November 1970 in Köln) war ein deutscher Staatsbeamter in der Zeit des Nationalsozialismus und Publizist.

## Leben
Nach dem Schulbesuch studierte Kunckel Staatswissenschaften und später Rechtswissenschaften. Er promovierte in beiden Fächern, so dass er die Bezeichnung Dr. Dr. (Dr. rer. pol. et Dr. jur.) führen durfte. Seine erste Dissertation, die sich mit der Bedeutung Revals als russischem Handelshafen befasste, legte er 1924 in Berlin vor und seine zweite, eine Untersuchung der Schiedsgerichtsbarkeit im Reparationsrecht, im Jahr 1931.
Zum 1. Mai 1933 trat er der NSDAP bei (Mitgliedsnummer 2.826.474) und schloss sich auch der SS (SS-Nummer 212.156) an. Ab 1933 war Kunckel Regierungsrat in der Pressestelle des Preußischen Staatsministeriums und zugleich als Stellvertreter von Martin Sommerfeldt ihr stellvertretender Leiter. In dieser Eigenschaft veröffentlichte er ein Buch über Hermann Göring und den Preußischen Staatsrat. Später war er als Oberregierungsrat im Reichsinnenministerium tätig. Von 1938 bis 1945 amtierte Kunckel als Landrat des Landkreises Altenkirchen.
In der Nachkriegszeit trat Kunckel als Geschäftsführer des Arbeitsrings Ausland für kulturelle Aufgaben e.V. hervor. Ferner war er von 1956 bis zu seinem Tod Mitglied der Geschäftsführung des Deutschen Industrie-Instituts (als Vertreter des Bundesverbandes der Deutschen Industrie) und des Deutschen Industrie-Verlags GmbH in Köln.

## Schriften
- Revals Entwicklung als Handelshafen Russlands, ohne Ort 1924 (Dissertation).
- Die Schiedsgerichtsbarkeit im Reparationsrecht nach dem Sachverständigenplan (Rechtswissenschaftliche Studien 45), Berlin 1931 (Dissertation).
- Der preußische Staatsrat. Görings Arbeit am Neubau des Reiches, Berlin 1933.